# Distretto di Čandman' (Hovd)
Il distretto di Čandman' è uno dei diciassette distretti (sum) in cui è suddivisa la provincia di Hovd, in Mongolia. Conta una popolazione di 2.469 abitanti (censimento 2010). 